# Фіджі на Чемпіонаті світу з легкої атлетики 2017
Фіджі на Чемпіонаті світу з легкої атлетики 2017, що проходив з 4 по 13 серпня 2017 року в Лондоні (Велика Британія) були представлені 1 спортсменом.

## Результати

### Чоловіки
Трекові і шосейні дисципліни
| Спортсмен         | Дисципліна | Забіги    | Забіги | Півфінал        | Півфінал        | Фінал           | Фінал           |
| Спортсмен         | Дисципліна | Результат | Місце  | Результат       | Місце           | Результат       | Місце           |
| ----------------- | ---------- | --------- | ------ | --------------- | --------------- | --------------- | --------------- |
| Саїлосі Тубуйлагі | 400 м      | 48.98     | 48     | Завершив виступ | Завершив виступ | Завершив виступ | Завершив виступ |